# Juan Pando Barrero
Juan Miguel Pando Barrero (Madrid, 13 de abril de 1915 - 10 de agosto de 1992) fue un fotógrafo español.

## Biografía
Nacido en el seno de una familia de artesanos y tipógrafos, ejerció los oficios de ayudante de botica y electricista antes de ingresar, con sólo 16 años, en el estudio de Mariano Moreno, uno de los más conocidos fotógrafos de arte de Madrid, del que se convirtió en primer ayudante. Varias series de fotografías sobre maniobras militares, en Hoyo de Manzanares, en 1935, así como la serie que dedicó a las capeas en Illana (Toledo), le valieron ser contratado por la Associated Press, agencia para la que trabajó en exclusiva.

## Guerra Civil
Al comenzar la contienda civil, Pando tenía sólo 21 años, seis menos que Agustí Centelles y dos menos que Robert Capa. Las imágenes captadas por Pando fueron publicadas en el ABC de Madrid (republicano) y los diarios Ahora y La Voz.
Escribió al respecto su hijo Juan Pando Despierto:

Sus originales sobre la retirada de las familias campesinas desde Talavera de la Reina; la lucha en la sierra de Guadarrama -donde desapareciera, en acción de guerra, su hermano José Luis, suboficial de la Brigada Topográfica-, así como el seguimiento que hizo, siempre ecuánime, nunca dogmático o morboso, del asedio de Madrid, son de lo mejor del género fotoperiodístico de entonces. Su imagen de una veintena de niños, a los que arenga un joven líder de 12-13 años, para que todos perseverasen en la construcción de fortificaciones en un solar colindante con el cine Colisevm, en vísperas de la capitulación de la capital (febrero de 1939) es pasmoso cuadro de espontaneidad y grandeza yuxtapuestas. Aquellas “Últimas tropas de la República” no jugaban a la guerra ni pretendían ser militares. Pero se consideraban “hombres” y por eso cavaron trincheras, como refuerzo de la idea de resistencia, que veían en sus padres y vecinos, reiterada en carteles y emisiones radiofónicas.

## La Agencia Pando y su contacto con Marruecos
Terminada la guerra, Pando fundó una agencia gráfica que llevó su nombre, en la que encontraron trabajo (y refugio) algunos profesionales de la prensa perseguidos en esa época. Al concluir la II Guerra Mundial, volvió Pando a sus asuntos artísticos, que amplió con los industriales y publicitarios.
En vida fue más conocido por su labor como fotógrafo de arquitectura, arte e industria que por su extraordinaria labor etnográfica, monumentalista y paisajística.

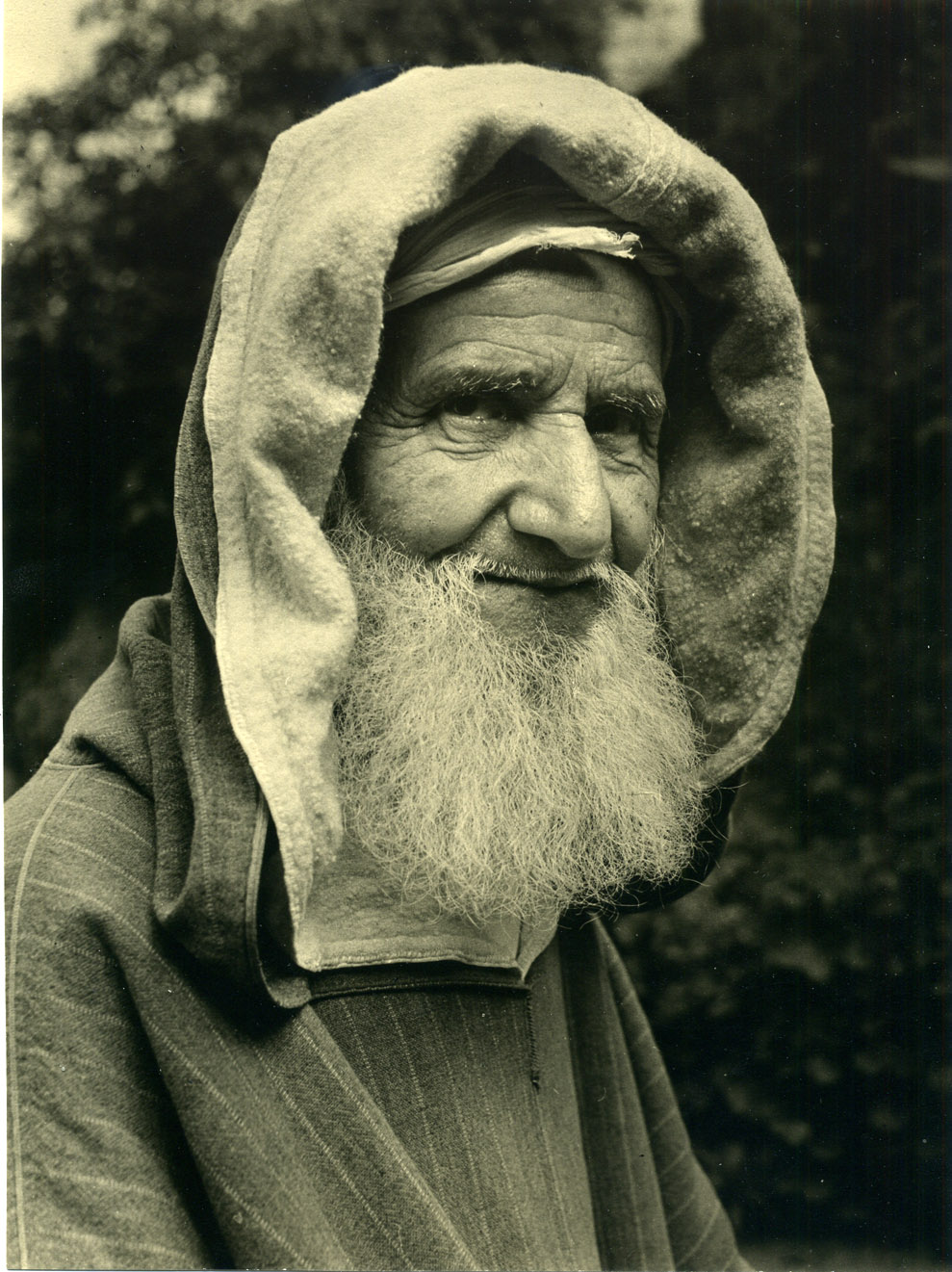
Juan Pando Barrero: Notable de los Beni Arós (Yebala). Xauen 1949. Colección Pando.

Su primera gran serie acerca de Marruecos nace del encargo de fotografiar, en el Tetuán de la primavera de 1949, los festejos que siguieron a los esponsales entre Lal-la Fátima (princesa de la Casa Alauí) y Muley ben El-Mhedi, último jalifa bajo autoridad protectoral. Allí inicia Pando su trayectoria allende el Estrecho que le permitiría acuñar una importante obra gráfica acerca del reino alauí, que unida a su trabajo peninsular permitiría escribir al ácadémico José Camón Aznar:

Con el advenimiento de la fotografía se decía que el arte tenía que cambiar sus rutas y salir del ámbito de la rigurosa objetividad en que hasta entonces había vivido (...). Pero con el avance no sólo de los medios técnicos, sino muy principalmente de la sensibilidad de los fotógrafos, hemos visto que la fotografía se convertía también en un arte y a veces de un lirismo que supera a la misma pintura. Tampoco podemos considerar a la fotografía como arte estático, pues no sólo los escorzos y puntos de vista más dinámicos se cultivan hoy, sino que la misma luz en su tránsfuga palpitación aparece recogida en algunas de las pruebas que el fotógrafo Juan Pando expone aquí (...) Y cuando la cámara se acerca a la realidad más cotidiana, son las presencias habituales las que se magnifican en la intimidad del contemplador. La fotografía como arte, sí. La fotografía que reproduce la realidad, pero sublimada por una técnica puesta al servicio de una inspiración de auténtico creador.

Sus legados sobre El Marruecos del Protectorado y el retrato de los países integrados en el Fondo Binacional EM (España y Marruecos) son de lo más logrado ante tan desafiante empeño y aún de lo mejor español en tal sentido, si exceptuamos lo magna obra de José Ortiz Echagüe, con quien le uniera gran amistad. Siendo tan diferentes en sus maneras de ver, Pando y Ortiz Echagûe se complementaban.

## El Archivo Pando
Pando no publicó ningún libro sobre su hacer fotográfico y sólo montó una gran exposición: “Fotografía, Luz y Vida”, presentada en el diario Pueblo (19 de abril de 1968). Sin embargo su obra, subdividida en tres fondos, -132.000 negativos de temas arquitectónicos e industriales; más otros 10.700 negativos de sus viajes por España y Marruecos- se conserva en el Instituto del Patrimonio Cultural de España (en Madrid), en el Archivo Pando. Se trata de uno de los más voluminosos testimonios gráficos de España entre 1936 y 1993, y constituye un referente de la industria tanto hidroeléctrica como petroquímica, las obras públicas, la iluminación de monumentos y las imágenes publicitarias. Contiene también imágenes de Regiones Devastadas y de la Sección Femenina, así como Monumentos y obras del Museo del Prado y del Museo Arqueológico Nacional. También es el principal testimonio gráfico de Marruecos entre los años 1949 y 1977.

Además, treinta de los vintage's (pruebas de autor) de Pando sobre la Guerra civil forman parte de la Colección (permanente) del Museo Reina Sofía. Pueden contemplarse algunos de dichos vintage's en el reportaje publicado en La Vanguardia, cuyos enlaces se encuentran al final de este artículo, glosados por Andrés Trapiello

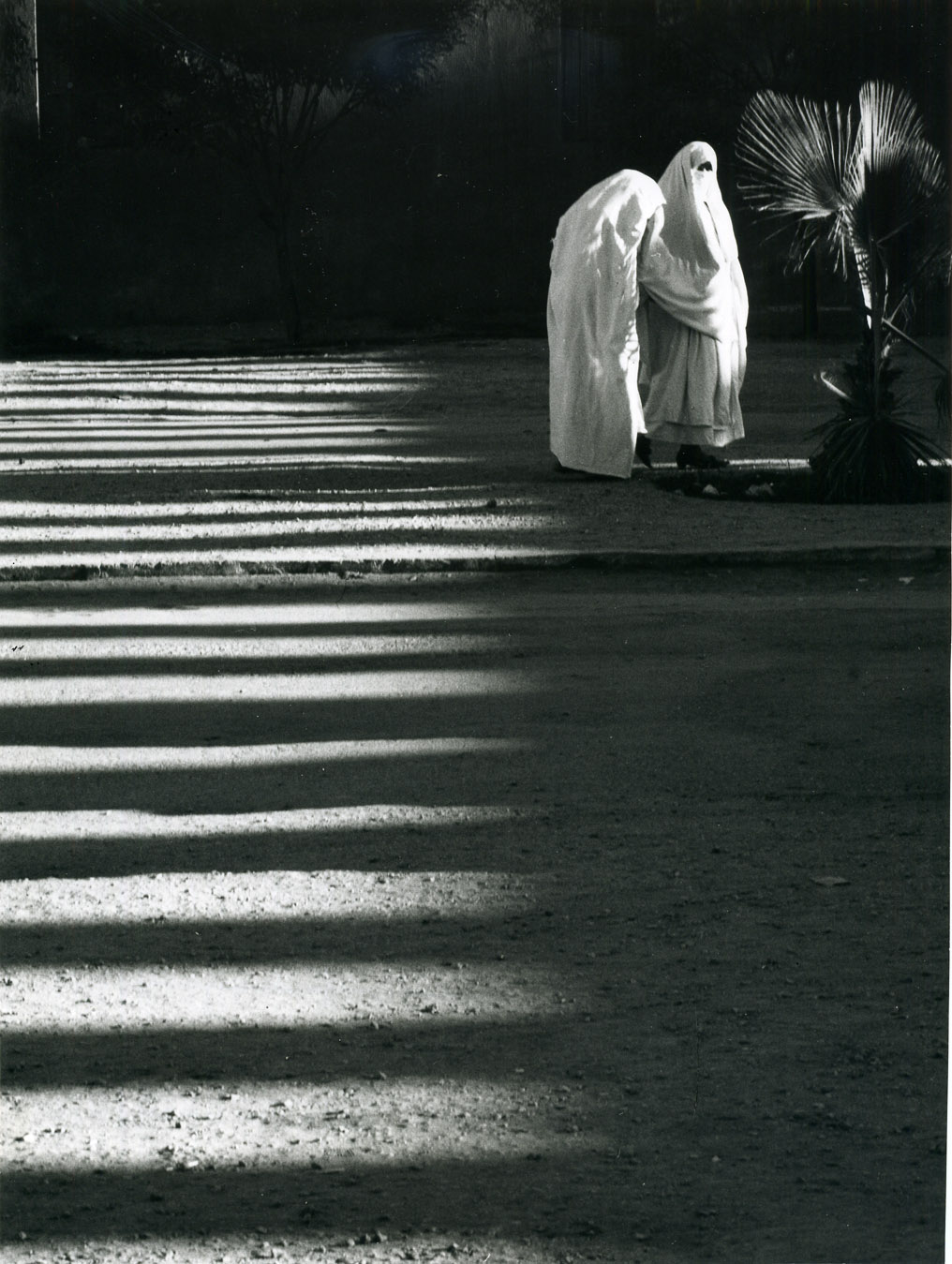
Juan Pando Barrero: Escena captada en Tarudant, capital del Anti-Atlas. Enero 1967. Instituto del Patrimonio Histórico Español.

## Personalidad artística
Influido por los fotógrafos estadounidenses y alemanes en su madurez más fecunda (años 1945-1975), prefería trabajar con máquinas de gran formato (tipo Speed Graphic y Linhof Technika) para el paisaje y la fotografía de monumentos; decantándose por las cámaras de medio formato (Rolleiflex y Hasselblad) para moverse con soltura entre las medinas marroquíes o en las plazas españolas. Radical enemigo del fotomontaje -de celajes- sobre las imágenes de monumentos o personas, sus negativos sirven como “documentos notariales” de una determinada situación lumínica y climatológica coexistentes en el momento de la toma, al no haber sido manipulados. 

### Enlaces
Reportaje sobre las fotos de Juan Pando durante la Guerra Civil con texto de Andrés Trapiello publicado en La Vanguardia
- Página 1 (enlace roto disponible en Internet Archive; véase el historial, la primera versión y la última).
- Página 2 (enlace roto disponible en Internet Archive; véase el historial, la primera versión y la última).
- Página 3 (enlace roto disponible en Internet Archive; véase el historial, la primera versión y la última).
- Página 4 (enlace roto disponible en Internet Archive; véase el historial, la primera versión y la última).
- Página 5 (enlace roto disponible en Internet Archive; véase el historial, la primera versión y la última).